# Кухарчук Юрій Васильович
Юрій Васильович Кухарчук (нар. 21 грудня 1951, Устя, Рівненська область) — археолог, кандидат історичних наук.

## Біографія
Юрій Кухарчук народився 21 грудня 1951 року в селі Устя на Рівненщині. В 1954 році родина переїхала в м.Ромни Сумської області, де він закінчив середню школу № 1. Після служби в армії (1970—1972) у 1972 році вступив на історичний факультет Київського національного університету імені Тараса Шевченка. Спеціалізувався по кафедрі археології та музеєзнавства, слухав лекції визначних українських археологів — І. Г. Шовкопляса, Д. Я. Телегіна, М. М. Бондаря, Г. Г. Мезенцевої, М. І. Гладких. Студентом брав участь у роботі Кримської палеолітичної експедиції, якою керував відомий дослідник палеоліту Криму Ю. Г. Колосов. На розкопках палеолітичних стоянок у районі Білогорська Юрій Кухарчук набув перших навичок археолога та визначився з археологічною проблематикою.
Після закінчення навчання в 1977 році розпочав наукову діяльність в Археологічному музеї Інституту зоології Академії наук України (нині Археологічний музей Інституту археології Національної академії наук України). У 1993 р. захистив кандидатську дисертацію «Ранній палеоліт Українського Полісся». У 1995 р. був переведений у відділ археології кам'яної добиу Інституту археології Національної академії наук України, де обіймав посаду наукового, потім старшого наукового співробітника, був вченим секретарем відділу (1996—2014) і відповідальним секретарем серійного видання «Кам'яна доба України» (2000—2014). Спеціалізуючись у проблематиці палеоліту (давньокам'яної доби), Юрій Кухарчук брав участь у розкопках і провадив самостійні археологічні дослідження низки відомих палеолітичних стоянок у Закарпатті, Криму, Поліссі, Північному Лівобережжі України; особисто відкрив близько 30 пам'яток кам'яної доби У 1995 як фахівець з палеоліту брав участь у дослідженні палеолітичної стоянки Комб-Соньєр на півдні Франції. У 1999 році Ю. Кухарчук був заступником начальника Північно-Лівобережної експедиції ІА НАН України, яка встановила історичну дату виникнення міста Ромни (Сумська обл.).
З 2000 р. викладав авторський курс «Технологія первісного виробництва» в Національному університеті «Києво-Могилянська академія», керував археологічною практикою студентів-бакалаврів у складі Археологічної експедиції НаУКМА, яка досліджувала пам'ятки кам'яної доби на Черкащині та Кіровоградщині.
Юрій Кухарчук — автор понад 130 наукових статей і публікацій, опублікованих в українських та зарубіжних наукових виданнях. Був літературним редактором та коректором низки наукових і науково-популярних книжок з історичної та мистецької тематики, упорядником видання рукописної спадщини видатного українського археолога М. Ю. Брайчевського.

## Трудова діяльність
- 1977—1994 — працював в Археологічному музеї Інституту зоології (з 1995 р. Інституту археології Національної академії наук України).
- 1995—2014 — науковий, потім старший науковий співробітник і учений секретар відділу археології кам'яної доби в Інституті археології Національної академії наук України
- З 2000, як сумісник, старший викладач магістеруму з археології та давньої історії України в Національному університеті «Києво-Могилянська академія».
- 2016—2019 — зам. начальника ДП «Центр археології Києва Інституту археології Національної академії наук України».
- 2019—2023 — старший викладач кафедри археології факультету гуманітарних наук Національного університету «Києво-Могилянська академія».

## Доробок
- Нові палеолітичні знахідки на Житомирщині // Археологія — № 56 — К.: Наукова думка, 1986 — С.96–100.
- К историографии проблемы леваллуа // Каменный век: памятники, методика, проблемы — К.: Наукова думка, 1989 — С.17–30.
- Палеолит юго-запада СССР и сопредельных территорий. Рихта. — К., 1989 — 68 с.
- Индустрии с листовидными остриями в раннем и среднем палеолите Украинского Полесья // Les premieres trouvailles authentiques de Paleolithique a Miskolc et les questions actuelles des industries a pieces foliacees de l'Europe Centrale — Мiskolc, 1991.
- Ашельский комплекс Житомирской стоянки // Раннепалеолитические комплексы Евразии // Новосибирск: Наука, 1992 — С.93-111.
- К проблеме дифференциации ножей и скребел // Археологический альманах — № 3 — Донецк: Донеччина, 1994 — С.71–84.
- Мустьерские комплексы Житомирской стоянки и их соотношение с индустрией Рихты // Археологический альманах — № 4 — Донецьк, 1995 — С.53–74.
- Новые данные о каменной индустрии мустьерского местонахождения Чулатово III // Археологический альманах — № 5 — Донецк, 1996 — С.109–116.
- Кухарчук Ю. Знахідки доби палеоліту на Роменщині // Сумська старовина. — 1997. — Вип. № 1. — С. 3—10
- Нові матеріали до археологічної карти палеоліту Житомирського Полісся // Записки НТШ — Т. ССХХХV — Праці Археологічної комісії — Львів, 1998 — С.424–432.
- Метаморфозы микока // Археологический альманах — № 8 — Донецк, 1999 — С.25–36.
- Внесок І. Г. Шовко¬пляса у розробку питань економічної та суспіль¬ної організації пізньо¬палео¬лі-тичного насе¬лення півночі України // Археологія — № 1 — К., 2002 — С.7–13.
- Найдавніші мешканці Ромен // 1100–літній Ромен: сторінки історії. — Київ — Ромни, 2002 — С.7–11.
- Михайло Брайчев¬ський і українська незалежність // Михайло Брайчевський, учений і особистість — К., 2002. — С.120–125.
- Місцезнаходження доби палеоліту на Роменщині // Кам'яна доба України — К., 2002 — С.30–42.
- Післяслово до статті Михайла Брайчевського «Приєднання чи возз'єд¬нання?» // Переяславська рада: історичне значення та політичні наслідки. — К., 2003. — С.68–73.
- Народжений думати й знати (до 80-річчя Михайла Брайчевського) // Українознавство. (Календар-щорічник). — 2004. — С.212-215.
- Юрій Георгійович Колосов. (До 80-річчя від дня народження) // Археологія. — 2004. — № 2. — С.159-162.
- Петро Петрович Єфименко (до 120-річчя від дня народження) // Археологія. — 2004. — № 3. — С.135-140.
- Просвітник українського народу // Михайло Брайчевський. Твори. — Т. І. — К.: Вид-во ім. Олени Теліги, 2004. — С.5–36.
- Специфіка виробництва заготовок для знарядь в мустьєрському шарі Жорнова // Кам'яна доба України. — Вип. 7. — К.: Шлях, 2005. — С.27-39.
- Закарпатська одіссея В. М. Гладиліна // Кам'яна доба України. — Вип.10. — К.: Шлях, 2007. — С.9-28.
- Україна: хронологія розвитку. — Т. І. З давніх часів до пізньої античності. — К., 2007. — С.8-63. (Розділи «Кам'яна доба України» і «Палеоліт» (у співавторстві з В. М. Степанчуком)
- Різчики — типові знаряддя мустьєрської епохи // Археологический альманах. — № 19 — Донецк, 2008. — С.61-74.
- Найдавніше минуле Новомиргородщини (колективна монографія) / Кам'яна доба України. — Вип.15. — К.: Шлях, 2013. — 304 с. (співавтори Залізняк Л. Л., Степанчук В. М., Товкайло М. Т., Матвіїшина Ж. М., Манько В. О., Вєтров Д. О., Беленко М. М., Озеров П. І., Хоптинець І. М., Нездолій О. І., Дорошкевич С. П., Сорокун А. А., Шевченко Т. О.).
- До питання про критерії класифікації зубчастих і виїмчастих знарядь (у контексті дослідження палеолітичної стоянки Андріївка 4 // Магістеріум. — Вип. 53. — Археологічні студії. — К., 2013. — С.9-12.
- Пам'ятки в районі Хмельницької АЕС і деякі актуальні проблеми палеоліту // Місцезнаходження Меджибіж і проблеми вивчення нижнього палеоліту Середньоєвропейської рівнини. — Науковий вісник Меджибіж. — Вип.1. — Ч.2. — Меджибіж — Тернопіль — К., 2014. — С.190-206.
- Сучасні уявлення про хронологічні межі та техніко-типологічний зміст середнього палеоліту // Кам'яна доба України. — Вип.16. — К.: Видавець Олег Філюк, 2015. — С.44-49.
- Археологічні здобутки Миколи Макаренка // Православ'я в Україні. Збірник за матеріалами VIII міжнародної наукової конференції «Українська церква в історії українського державотворення». 20 листопада 2018 р. — К., 2018. — С.366-381.
- Витоки історії Волині // Історія Волині. — Т.1. — Київ — Харків: Видавець О. Савчук, 2021. — С.49-90.